# ECノヴォ・アンブルゴ
ECノヴォ・アンブルゴ (ポルトガル語: Esporte Clube Novo Hamburgo) はブラジル・リオグランデ・ド・スル州ノヴォ・アンブルゴに本拠地を置くサッカークラブである。1911年5月1日設立。

## 歴史
1911年5月1日、アダムズ靴工場の従業員によって設立。当初のクラブ名はアダムズFC (Adams Futebol Clube) 。後にSCノヴォ・アンブルゴ (Sport Club Novo Hamburgo) に変更され、さらにECノヴォ・アンブルゴ (Esporte Clube Novo Hamburgo) となって現在に至る。
第二次世界大戦中の1944年、ブラジルは連合国側についたが、その際ノヴォ・アンブルゴという名称が問題にされた。この地名はポルトガル語で新しいハンブルク、すなわち敵であるドイツの地名に由来するためである。その結果都市名はMarechal Floriano Peixotoに変更され、それに伴いクラブ名もECフロリアーノ (Esporte Clube Floriano) となった。この名前は1968年まで使用された。

## タイトル

### 国内タイトル
- カンピオナート・ガウショ : 1回
  - 2017
- カンピオナート・ガウショ・セリエB : 2回
  - 1996, 2000
- カンピオナート・ガウショ・ド・インテリオール : 4回
  - 1961, 1965, 1972, 1980
- コパ・FGF : 2回
  - 2005, 2013

### 国際タイトル
なし

## 歴代所属選手

### GK
- マルキーニョス 1982-1989, 1991

### DF
- ルイス・フェリペ・スコラーリ 1980-1981

### MF
- ジュカ 2014
- アルトゥール・フェイトーザ 2018

### FW
- カイオ・ジュニオール 1996